# Воскресенский монастырь (Солигалич)
Воскресе́нский монастырь — мужской православный монастырь в городе Солигаличе. Основан в 1335 году. Дата основания монастыря считается также датой основания города Солигалича. Монастырь относится к 7-му благочинническому округу Костромской и Галичской епархии. В советские годы пришёл в запустение, монастырские стены разрушены, интерьер собора утрачен.
Сохранились Собор Воскресения Христова (1660—1669) и Церковь Богоявления Господня (1681).
В Воскресенском монастыре принял монашеский постриг преподобный Александр Вочский.